# Biloxi
Biloxi è una città degli Stati Uniti d'America, situata nella contea di Harrison, nello Stato del Mississippi.

## Geografia fisica
Biloxi si affaccia sul golfo del Messico, nella parte meridionale dello Stato del Mississippi.

## Storia
Il primo insediamento abitato della zona fu il forte Maurepas, presso l'attuale Ocean Springs, costruito dai francesi guidati da Pierre Le Moyne d'Iberville nel 1699. Il nome Bilocci compare per la prima volta in alcune carte degli anni dieci del Settecento. Nel 1720 la capitale della Louisiana francese fu trasferita da Mobile a Biloxi. Tuttavia a causa delle frequenti maree ed uragani, il governatore Jean-Baptiste Le Moyne de Bienville decise, tre anni dopo, di trasferire la capitale nella vicina città chiamata La Nouvelle Orleans.
Al termine della guerra dei sette anni, nel 1763, la sponda occidentale del Mississippi venne ceduta al Regno Unito che la mantenne fino al 1779, anno in cui arrivarono gli spagnoli. Essi controllarono Biloxi fino al 1798. Nel 1811 venne presa dagli americani e, assieme a tutto il neo-costituito Stato del Mississippi, entrò a far parte dell'Unione nel 1817. Il faro della città, costruito in gran parte a Baltimora per poi essere spedito al sud, venne inaugurato nel 1848. Durante la guerra civile americana Biloxi fu occupata nelle prime fasi dai nordisti senza eccessivi problemi. In seguito, grazie anche alla costruzione delle ferrovie, Biloxi divenne molto popolare come località balneare e grazie a ciò poté svilupparsi ulteriormente.
Il gioco d'azzardo fece la sua comparsa in città, in forma illegale, negli anni quaranta. Vent'anni dopo Biloxi divenne una delle principali località balneari del Sud alternative alla Florida. Per richiamare il maggior numero di turisti furono costruiti grandi alberghi e assunti, ad esempio, chef dai ristoranti francesi. Nel 1990 il gioco d'azzardo fu legalizzato e nel giro di pochi anni sorsero decine di grandi casinò.
Il 29 agosto 2005 Biloxi venne devastata dall'uragano Katrina. Il numero finale fu nella sola città di 53 vittime. Il 90% degli edifici di Biloxi e della vicina Gulfport risultava distrutto. Nonostante i piani di ricostruzione, molti abitanti lasciarono per sempre la cittadina. Se prima dell'uragano Biloxi era la terza città dello Stato per popolazione dopo la capitale Jackson e Gulfport, nel 2010 risultava essere la quinta.

## Monumenti e luoghi d'interesse
- Cattedrale della Natività della Beata Vergine Maria

## Cultura

### Media

#### Stampa
Il quotidiano della città è il Sun Herald.